# Mexicobius alvarezi
Mexicobius alvarezi är en mångfotingart som beskrevs av Chamberlin 1943. Mexicobius alvarezi ingår i släktet Mexicobius och familjen stenkrypare. Inga underarter finns listade i Catalogue of Life.